# الرسالة اللدنية
الرسالة اللدنية أو رسالة في بيان العلم اللدني هي رسالة في العلم اللدني، تُنسب إلى الإمام الغزالي الطوسي (ت. 505 هـ)، اختلف الباحثون في كونه منحولا أم لا.

## نسبتها إلى الغزالي
اختلف الباحثون في قضية نسبة هذه الرسالة إلى الغزالي، فلم يذكرها لا السبكي ولا المرتضى (وهما مرجعين رئيسيين ذكرا الكثير من تصانيف الغزالي)، غير أن الرسالة ورد ذكرها عند الحاجي خليفة. كما اختلف المستشرقون في نسبتها إلى الغزالي، فقد ذهب ماسينيون ومرجريت سميث والأب مكارثي إلى أنها للغزالي، وشكك في ذلك أسين بلاثيوس ومونتكمري وات. وذهب عبد الرحمن البدوي في كتابه «مؤلفات الغزالي» إلى أنها صحيحة النسب للغزالي، غير أن مشهد العلاف عاد وشكك في نسبتها للغزالي وجزم أن كاتب الرسالة هو نفسه واضع كتاب «المضنون به على غير أهله» لتشابه اللغة وطريقة البحث.

## الطبع
طُبعت في القاهرة سنة 1328 هـ / 1910 م (على نفقة محيي الدين الكردي الأزهري، مطبعة كردستان العلمية)، إلى جانب عدة طبعات أخرى.

## الترجمة
الفارسية
«علم لدنى از ديدگاه غزالى : ترجمۀ الرسالة اللدنيه»، ترجمة زين الدين كيائى نژاد، (جزء من سلسلة فرهنگ إسلامي، موسسه مطبوعاتي عطائي، تهران، 1361 هـ ش / 1982 م).
الإنكليزية
ترجمتها مرجريت سميث إلى الإنكليزية في مجلة الجمعية الآسيوية الملكية سنة 1938 م، ص 177 - 200 ، ص 353 - 374.
التركية

## وصلات خارجية
- الرسالة اللدنية (مطبعة كردستان العلمية، 1328 هـ) - مستودع الأصول الرقمية
- ترجمة مارجرت سميث الإنكليزية (مجلة الجمعية الأسيوية الملكية، 1938 م) - أرشيف الإنترنت